# 貝倫德灣
62°28′25″S 59°58′35″W / 62.47361°S 59.97639°W

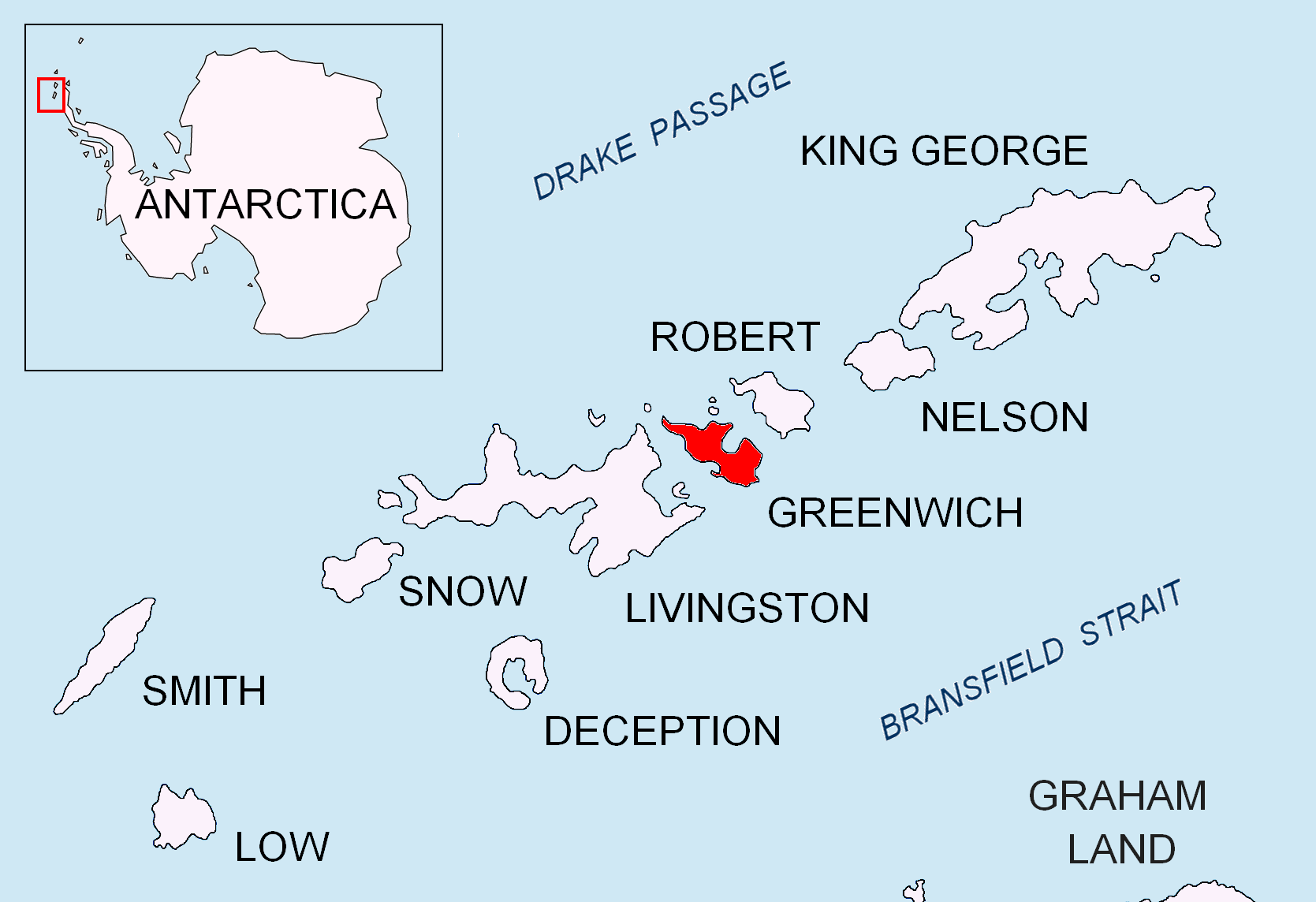

貝倫德灣（Berende Cove），是南極洲的海灣，位於南設得蘭群島的格林尼治島，長1.15公里、寬3.3公里，入口處在佩利沙特角以南，以保加利亞西部城鎮命名，現時由南極條約體系管理。